# Ponava
Ponava (niem. Königsfeld) – miejska i katastralna części Brna, o powierzchni 160,01 ha. Leży na terenie gminy katastralnej Brno-Královo Pole.